# Burg Stickhausen
Die Burg Stickhausen liegt am Westrand des Ortes Stickhausen, einem Ortsteil der ostfriesischen Gemeinde Detern im Landkreis Leer in Niedersachsen.

## Lage
Die Niederungsburg befindet sich direkt am Ufer der Jümme. Dieser Fluss bildet zusammen mit der in unmittelbarer Nähe vorbeifließenden Leda das sogenannte ostfriesische Zweistromland, das Leda-Jümme-Gebiet. Beide Flüsse waren im Mittelalter und der frühen Neuzeit wichtige Handelsrouten, da sie in ost-westlicher Richtung flossen.

## Bezeichnung
Der Name der Burg wie auch des Ortes setzt sich zusammen aus dem Wort sticke (Stecken, Pfahl) und Haus, bezeichnet also ein mit Palisaden befestigtes Haus.

## Geschichte
Im Gegensatz zu den anderen Burgen Ostfrieslands war die Burg Stickhausen nie Häuptlingssitz. Sie wurde um 1435 von der Hansestadt Hamburg errichtet, um ihre nach Westen führenden Handelswege zu schützen. Nach heftigen Auseinandersetzungen verpfändeten die Hamburger sie etwa 1453 an den Häuptling und späteren Grafen Ulrich I. Dieser ließ die Burg als Ersatz für die ältere Grenzfeste Schlüsselburg in Detern ausbauen. Diese war Teil der Grenzbefestigung gegen das benachbarte Oldenburgische Gebiet gewesen und sicherte den Eingang nach Ostfriesland. Nachdem die Schlüsselburg mehrfach zerstört und wieder aufgebaut wurde, verlor sie nach Errichtung der Burg Stickhausen an Bedeutung und wurde urkundlich nicht mehr erwähnt. 
Zunächst bestand die Burg Stickhausen aus einem Steinhaus, das mit einem Graben umgeben war. Hinzu kam eine Vorburg mit Torbau und Wirtschaftsgebäuden. Zum Schutz war die gesamte Anlage mit Wällen sowie einem zweiten Graben umgeben.
Graf Edzard I. ließ um 1498 den heute noch erhaltenen Rundturm erbauen. Edzards Beteiligung an der Sächsischen Fehde führte dazu, dass die Burg von einer Koalition von Fürsten um Georg von Sachsen erobert und schließlich drei Jahre besetzt wurde.
Nach der Reformation ließ Gräfin Anna 1558 aus Steinen des aufgegebenen Kloster Barthe eine Geschützplattform in der Art der polygonalen Bastionen errichten, die hier Dwenger (Zwinger) genannt wurde. Zusätzlich wurden hierfür Steine aus der 1535 auf Geheiß von Enno II. geschleiften Burg Uplengen herangeschafft, wobei das Burggebäude in Uplengen vollständig abgerissen wurde. Weitere Bautätigkeit ist durch Graf Johann II. bezeugt, der hier auf der Burg im Jahre 1591 verstarb.
Im Dreißigjährigen Krieg war die Burg mehrfach umkämpft. In den Jahren von 1622 bis 1624 hielten die gefürchteten Truppen des Söldners Ernst von Mansfeld sie besetzt. Dabei verstärkten sie die Burg durch mehrere Außenwerke. Nach dem Abzug der Mansfeldschen Truppen übernahmen die Ostfriesischen Grafen für kurze Zeit wieder die Oberhand, ehe die Burg in den Jahren von 1637 bis 1640 erneut von fremden Truppen besetzt wurde; dieses Mal von hessischen. Diese vollendeten den Ausbau zur Festung. Dazu errichteten sie ein befestigtes Unterwerk als Ergänzung zum bestehenden Ravelin und der eigentlichen Burg. Die gesamte Anlage umfasste zu dieser Zeit eine dreiflügelige Hauptburg mit Eckturm, die alte Vorburg mit dem Torhaus, Stall, Torfscheune, Burggrafenhaus und Garnisonskirche im Obergeschoss des Torhauses, dem Zwinger mit Pulverturm sowie dem südlich zwischen Jümme und diesem Oberwerk gelegenen Ravelin. Östlich davon befand sich das neue Unterwerk, bestehend aus Kasernen, Wohn- und Wirtschaftsgebäuden. Insgesamt gab es vier Batterien, vier im Oberwerk und eine im Unterwerk. 
Nach dem Machtantritt der Preußen im Jahre 1744 gab es keine Verwendung mehr für die Burg. Friedrich der Große befahl die Schleifung der Festung, von der heute nur der auf 1498 datierte große Rundturm und Reste der Wallanlagen erhalten sind. In der Folgezeit bildete das 1822 um- und ausgebaute ehemalige Torgebäude den Dienstsitz des Amtmannes. Hier findet sich an einer Außenmauer ein älteres Wappen von 1578. Der Turm wurde als Gefängnis sowie als Wohnung des Amtmannes genutzt. Aus dem ehemaligen Unterwerk entwickelte sich der Ort Stickhausen. Im Jahr 1885 kam die Burg in private Hände. Im Zweiten Weltkrieg geriet der Turm unter Beschuss und wurde dabei beschädigt. 1951 wurden erste Maßnahmen zur Sicherung der Bausubstanz des Turmes ergriffen. Außerdem befand sich im Turm ein Heimat- und Volkskundemuseum. Im Erdgeschoss waren die Kerkerzellen mit Folterwerkzeugen wie Streckbank und Zwingen zu besichtigen. Im ersten Stockwerk wurde die Wohnsituation des Gefängniswärters dargestellt; das zweite Stockwerk war der Geschichte der Burg gewidmet. Im Dachgeschoss war schließlich noch eine Vogel- und Vogeleiersammlung ausgestellt. 
Von etwa 1950 bis in die 1970er Jahre wurde die Sammlung durch den damaligen "Freundeskreis der Burg Stickhausen" mit zahlreichen Teekannen, Töpfen und dergleichen erweitert. Danach war der Turm lange Zeit nicht öffentlich zugänglich. 2019 kaufte die Samtgemeinde Jümme das Gelände. Der ebenfalls 2019 gegründete Burgverein Stickhausen richtet seither ein Museum ein. Dafür wurde der Turm bis einschließlich August 2020 umfangreich von außen saniert. Für das Museum soll als erstes das Erdgeschoss des Turms hergerichtet werden.

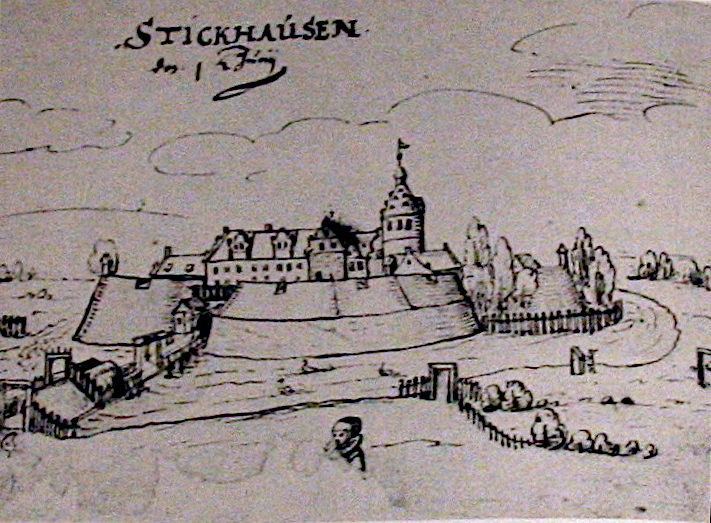
Burg Stickhausen 1632
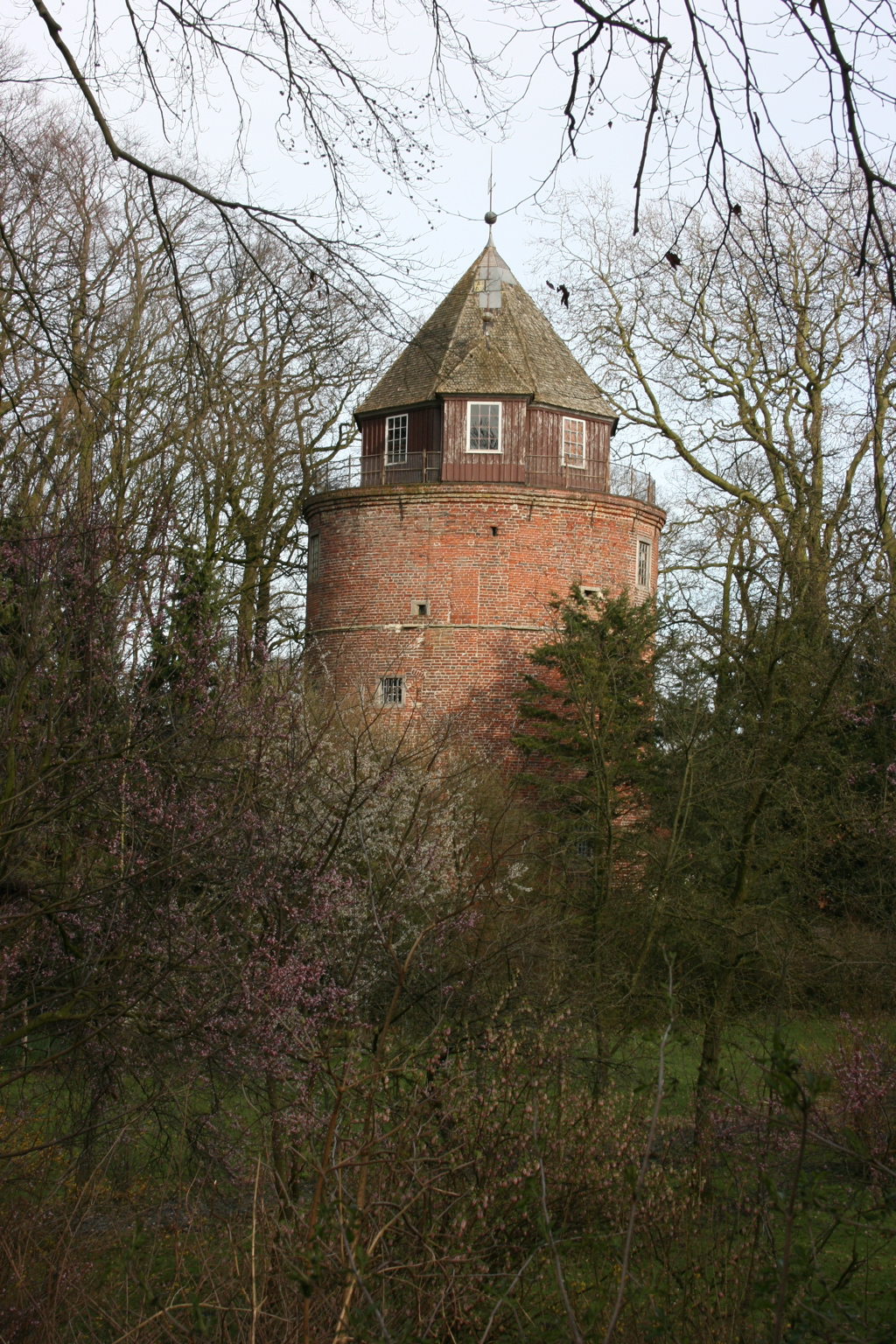
Rundturm
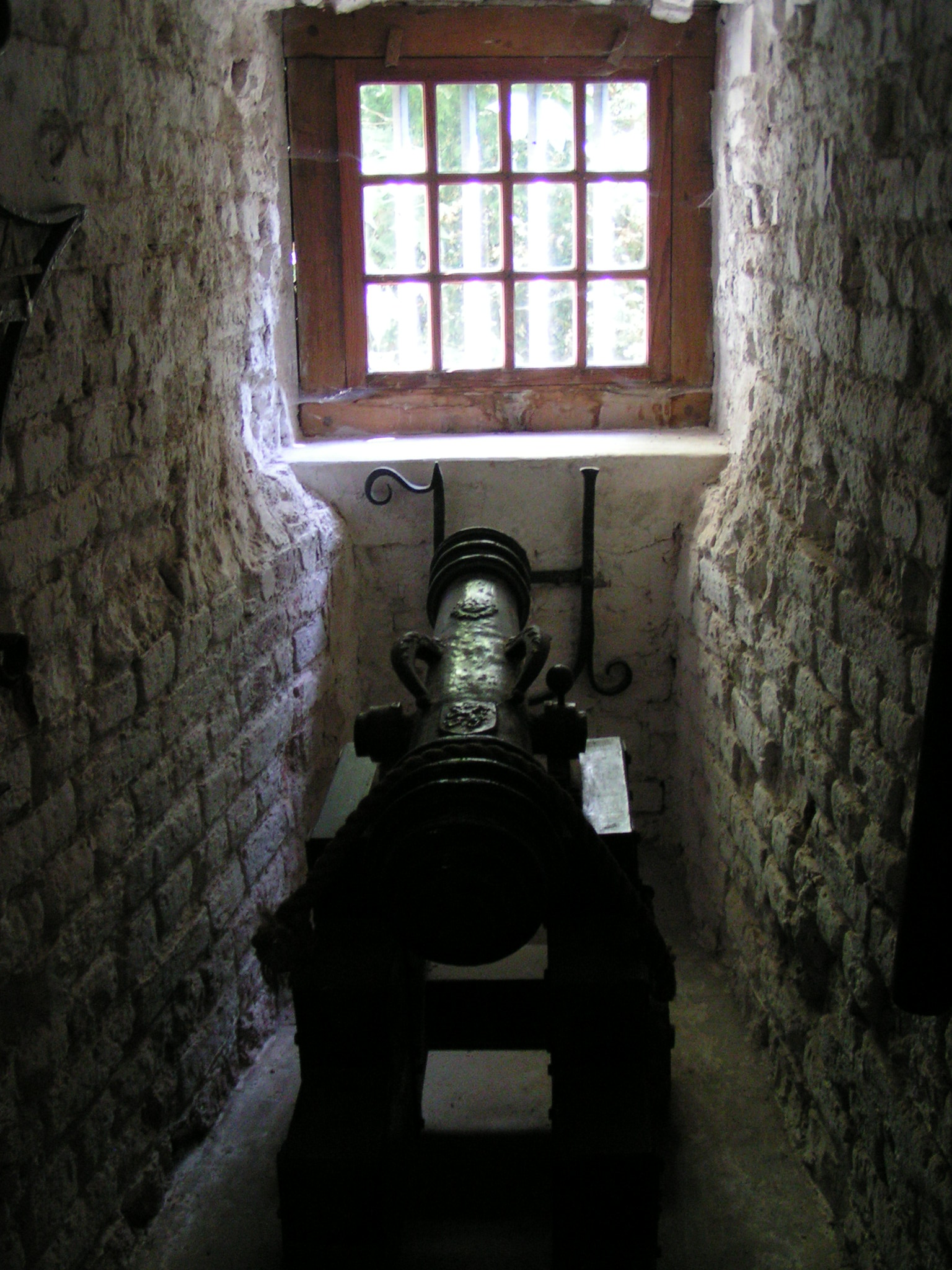
Kanone im Turm der Burg Stickhausen
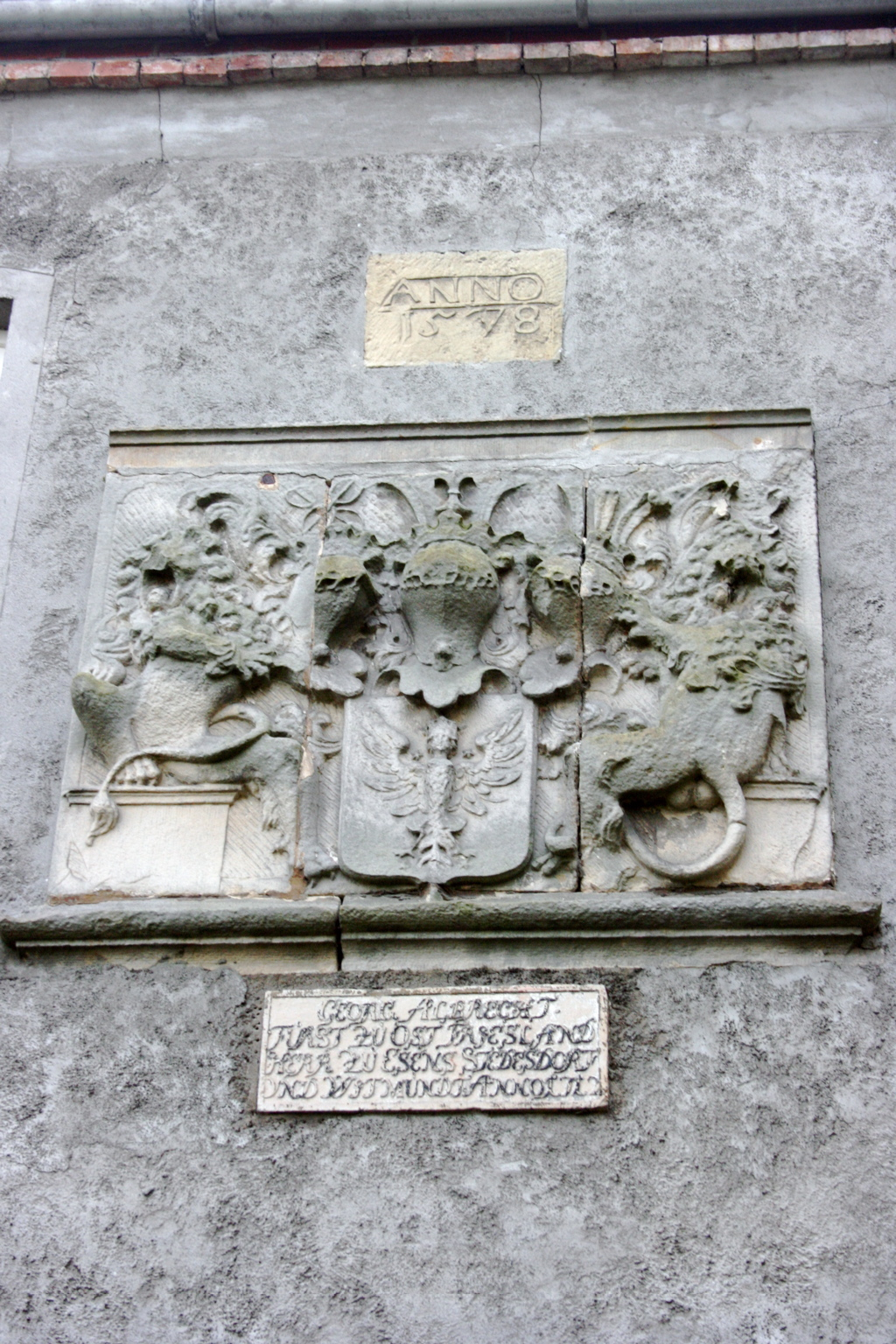
Wappen im ehemaligen Torhaus
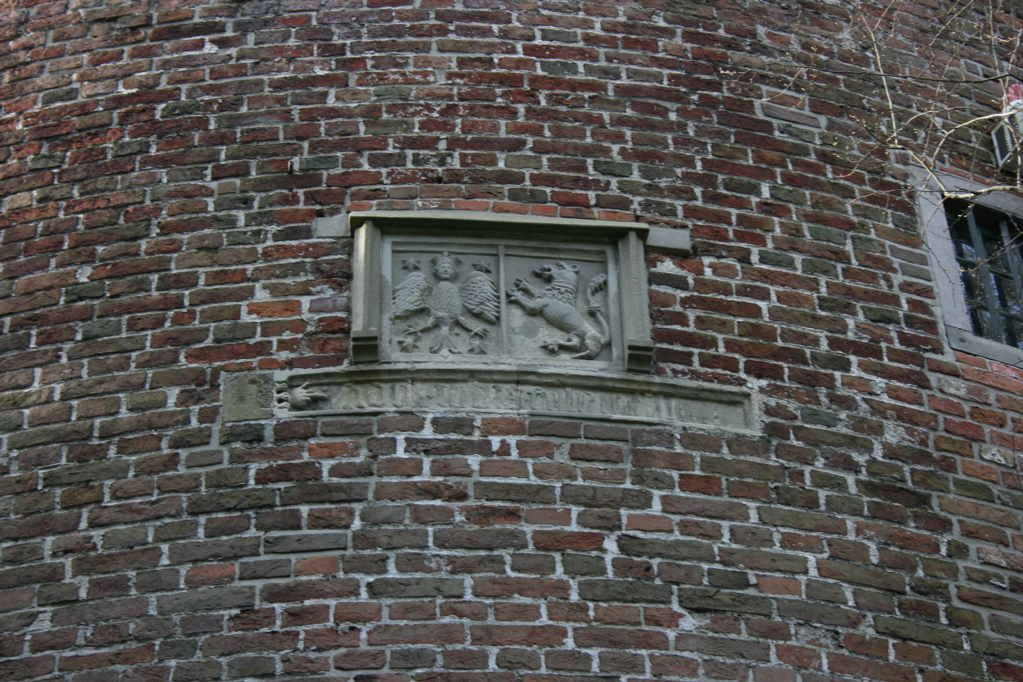
Wappen am Rundturm

## Regelmäßige Veranstaltungen
- Juni: Burggarten Stickhausen – großer ostfriesischer Gartenmarkt auf dem historischen Festungsgelände (seit 2000)[5]